# Borna horvát fejedelem
Borna a horvátok fejedelme, a frankok vazallusa. A régebbi történetírás szerint valószínűleg Viseszláv fejedelem fia és örököse.

## Történelmi források
A Borna létezésére vonatkozó történelmi bizonyítékok kizárólag frank forrásokból származnak: „Vita Hludowici imperatoris”, az „Annales regni Francorum”, az „Annales Sithienses” és ezek számos változatai. A Vita Hludowici imperatoris a 818-as év alatt „dux Guduscanorum et Timocianorum”, a 819. évnél „dux Dalmatiae” ranggal illeti. A 821-es év alatt azt állítják, hogy ő „dux Dalmatiae atque Liburniae”. Borna az első herceg Horvátországban, akinek a nevét a történelmi források leírják, leszámítva feltételezett apját Viseszlávot, akinek a neve a híres, de dátum nélküli keresztelőkúton szerepel. A régebbi történettudományi művek ugyanis, amelyek Viseszláv keresztelkútjának korai keltezésére támaszkodtak, Bornát tartották Viseszláv utódjának, sőt fiának is.

## Története
A frank évkönyvek szerint 814-ben frank vazallusként Paderbonba érkezett, hogy kimutassa hűségét a trónra lépő Jámbor Lajos császárnak. Bornát 818-ban Gacka (dux Guduscanorum) fejedelmeként említik, amikor az obodriták, a frankokhoz vazallusként csatlakozó timocsánok követeivel, valamint ljudevit alsó-pannóniai herceggel és Friuli őrgrófjával együtt Herstalban találkozott a császárral. A történetírás Gackát (Guduscani) általában a Gacka-folyó mentén letelepedett korai szláv törzsként ismeri.
819 júliusában újabb frank gyűlést tartottak Ingelheimben, és Ljudevit alsó-pannóniai herceg frankok elleni lázadása miatt frank csapatokat küldtek Itáliából Pannóniába, akik eredmény nélkül tértek vissza. Ljudevit követeket küldött a frankokhoz olyan feltételekkel, amelyeket a frank császár nem fogadott el. Ljudevit ezután folytatta a lázadást, és követeket küldött a szomszédos törzsekhez, hogy csatlakozzanak hozzá, és sikerült megnyerniük a timocsánokat, akik kezdetben a frankoknak hódoltak. Egy kisebb frank hadsereg Karintiában összecsapott Ljudevit seregével, nagy részét elpusztította és kiűzte.  Borna, akit az évkönyv „Dalmácia hercegének” titulál, nagy sereggel találkozott Ljudevit előrenyomuló seregével a Kulpa folyónál. A gackaiak az első összecsapáskor elhagyták Bornát, aki testőrével épségben elmenekült. Ebben a csatában esett el Dragomuž (Dragomosus), Ljudevit apósa, aki a lázadás kitörésekor csatlakozott Bornához. Borna miután hazatért ismét uralma alá hajtotta a gackaiakat. Decemberben Ljudevit kihasználva az alkalmat, nagy sereggel megtámadta Dalmáciát, feldúlva az országot. Borna, miután váraiban nagy sereget gyűjtött össze annyit, amennyit csak tudott megtámadta Ljudevit hadait. Miután Borna hadai hátulról és oldalról is támadták, súlyos veszteségei miatt Ljudevit kénytelen volt visszavonulni Borna területéről. Ljudevit a harcban háromezer katonát vesztett, ezen kívül Borna több mint háromszáz lovat és mindenféle javakat zsákmányolt, majd küldöttein keresztül értesítette erről a frank császárt..
820 januárjában újabb frank gyűlést tartottak Aachenben, melyen elhatározták, hogy Ljudevit lázadását három irányból támadó három sereggel fojtják el. Borna előbb küldöttein keresztül, majd személyesen fejtette ki véleményét az akcióról. Tavasszal a három hadsereget küldtek ki, az elsőt Itáliából a Noricumi Alpokon át, a másodikat Karintián keresztül, a harmadikat pedig Bajorországból Felső-Pannonián keresztül. Az első és a harmadik lassan haladt, az egyiket az ellenség, a másikat a hosszú út akadályozta, míg a második átkelt a Dráván, három ellenséges sereget is sikeresen legyőzve, és gyorsan haladva. A seregek ezután egyesültek, feldúlták a lázadók földjeit, és jelentős veszteségek nélkül tértek haza, míg Ljudevit egy hegyvidéki várában húzta meg magát. A Friuli határán fekvő Carniola és a frankok közül Ljudevithez átpártolt karintiaiak megadták magukat a frankoknak. 
821 februárjában újabb frank gyűlést tartottak Aachenben. Egy Ljudevit elleni hadjáratot terveztek, három hadsereggel, hogy feldúlják az árulók földjét. Eközben Borna, akit már „Dalmácia és Liburnia hercegeként” említenek meghalt, egyesek szerint természetes halállal, mások szerint erőszakos halállal, és utóda a népakarat és a császár jóváhagyásával unokaöccse, Vlagyiszláv lett. Ljudevit földjeit feldúlták, és a seregek októberre hazatértek.

## Tudományos nézetek
Borna törzsi hovatartozásáról és uralkodói címéről a történetírásban eltérő vélemények vannak.
A. Kačić Miošić 1801-ben kiadott művében „dalmát királynak”, majd „szláv királynak” nevezte. A. Dimitz „a dalmát szlávok hercegének” nevezte. A horvát történetírás a „Dalmát Horvátország” uralkodójaként kezeli: V. Klaić (1886) „fehér horvát hercegnek” nevezte, aki később a „dalmát horvátok hercege” lett. Ferdo Šišić „dalmát-horvát hercegnek” titulálta. Alexis P. Vlasto „dalmát horvát uralkodónak” nevezte, és úgy gondolta, hogy legalább névleg keresztény volt. T. Macan „a dél-horvát hercegség hercegének” nevezte. I. Perić (1997) „horvát-dalmát hercegnek” nevezte. Hasonlóképpen, Neven Budak horvát történész is „első ismert horvát hercegként” említi.
Relja Novaković nem ért egyet azzal, hogy Borna Dalmát Horvátország hercege lett volna, mivel a korabeli források nem nevezik így. Szerinte Borna csak annak a területnek lehetett a hercege, amely akkoriban frank uralom alatt állt, és csak a frank uralom elleni lázadásban érintett területen, vagyis csak az Una folyótól nyugatra tevékenykedett. Lehetséges, hogy Borna a 9. század elején egy Horvátországhoz még nem tartozott arkhonátus hercege volt, és Horvátország neve egyáltalán nem szerepelt Ljudevit lázadásának eseményei között.  A háborút csak a frank fennhatóság alatt álló területen vívták, míg a dalmát Horvátország kívül volt ezeken az eseményeken, mivel abban az időben a bizánci fennhatóság alatt állt. M. Atlagić és B. Milutinović dalmát szláv uralkodóként kezeli.
Egy másik nézet arról szól, hogy úgy tűnik, hogy miután a timocsánok nem kaptak segítséget, egy részük Szlavóniában telepedett le, és úgy tűnik, hogy Borna is velük költözött. M. S. Milojević Bornát frank vazallusként említi a Tengerparti Horvátországban, amely eredetileg három megyét birtokolt a Timok-folyó vidékén. Prvanović azt állította, hogy Rački meghamisította az frank évkönyvet, hogy Borna egyszerre lett volna Guduscani és Timociani hercege, és Račkinak vesszőt kellett volna tennie Guduscani után, a likai Gackával való azonosítás és a két térség közötti földrajzi távolság miatt. A kettő közötti vessző ugyanis azt jelentette volna, hogy a kettőnek nem volt közelebbi érintkezése, sem közös hercege. Nem Prvanović volt az első, aki a Guduscanit a Timok vidékére helyezte. A 19. századi P. J. Šafárik és V. Karić is a Timok és a Duna környékén helyezte el.
John V. A. Fine Jr. először (1983, 1991) Bornát még „Dalmát Horvátország” uralkodójának nevezte, Višeslav utódjaként, aki Ninben lakott, és úgy tűnik, ő volt az észak-dalmáciai horvátok többségének uralkodója, és egyben frank vazallus, majd 2010-ben már csak egyszerűen egy szláv fejedelemnek nevezte, és azt is megjegyezte, hogy a frankok nem használták a „horvátok” kifejezést, ami arra utal, hogy azok, akiket általában horvátoknak neveznek a tudományosságban, valójában nem használták ezt a nevet. B. W. Scholz 1970-es művében az elsődleges forrásban található eredeti címeket, az indexben pedig a „dalmácia hercege” kifejezést használta. R. McKitterick „a dalmáciai horvátok vezetőjének” nevezte. C. R. Bowlus „a guduscani és timocsáni szlávok duxjaként” és „dalmát hercegként” említette. F. Curta szláv uralkodóként mutatja be, a guduscani szláv törzsből, a Gacka régióban (a mai Horvátországban). Garipzanov, Geary és Urbańczyk 2008-ban kiadott művében „Dalmácia és Liburnia hercegének” nevezi.
A történettudományban leggyakrabban VII. Konstantin bizánci császárnak A birodalom kormányzásáról írt művében szereplő Porgával (Lj. Hauptmann, B. Grafenauer, N. Klaić, L. Margetić), mások pedig Branimir fejedelemmel (F. Šišić) azonosították. Bornát Porgával azonosítja Marquart is Lipcsében 1903-ban kiadott „Osteuropäische u. ostasiatische Streifzöge” című művében, míg Krumbacher Bornát Porinos-szal, de nem Porgával azonosítja. Živković szerint azonban pusztán a 7. századi érkezés és megkeresztelkedés kronológiája, valamint a 7. századi korai horvát uralkodók személyneveinek nem szláv eredete alapján Porga nem lehetett Borna vagy Branimir, akivel egyes tudósok megpróbálták azonosítani.